# Tapeinosperma campanula
Tapeinosperma campanula là một loài thực vật thuộc họ Myrsinaceae. Đây là loài đặc hữu của New Caledonia.